# امریکن کمپوس کامیونیتیز
امریکن کمپوس کامیونینیز (انگلیسی: American Campus Communities) شرکت مهمان‌نوازی آمریکایی است، که در سال ۱۹۹۳ تأسیس شد.